# Octave Mirbeau
Octave Henri Marie Mirbeau (Trévières (Calvados), 16 februari 1848 - Parijs, 16 februari 1917) was een Frans journalist, pamfletschrijver, kunstcriticus, romancier en toneelschrijver, en geldt als een van de boeiendste en origineelste figuren uit de literatuur van de belle époque.

## Een geëngageerde schrijver

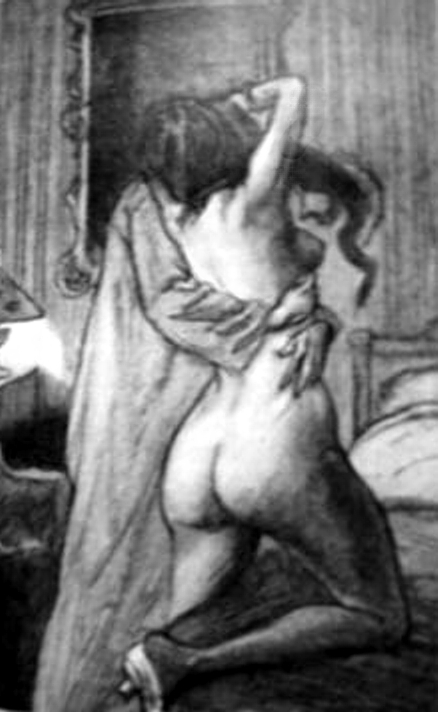
Illustratie van Georges Jeanniot voor Le Calvaire (1901)

Mirbeau was een geëngageerde schrijver, een individualistische anarchist, die mensen en instituties aan de kaak stelde die een vervreemdende, onderdrukkende en noodlottige uitwerking hebben op de maatschappij. Hij maakte gebruik van een onthullende esthetiek en stelde zich ten doel hen die “ziende blind zijn Medusa in het gezicht” te doen zien. Daartoe stelde hij niet alleen de burgerlijke maatschappij en de kapitalistische economie ter discussie, maar ook de heersende ideologie en de traditionele vormen van literatuur die ertoe bijdragen het geweten te sussen en die een bedrieglijk, misvormend en vernauwend beeld geven van ons maatschappelijk bestaan. Mirbeau heeft met name een bijdrage geleverd aan de eliminatie van de zogenaamde ‘realistische’ roman. Door afstand te nemen van het naturalisme, het academisme en het symbolisme, baande Mirbeau zijn eigen weg tussen impressionisme en expressionisme.

## Biografie
Mirbeau begon zijn schrijverscarrière in de journalistiek. Gedurende een jaar of tien schreef hij kronieken voor allerlei bladen. In het begin van de jaren 1880 schreef hij als ghostwriter en onder pseudoniem ook een tiental boeken. Zo verdiende hij niet alleen heel behoorlijk de kost, maar kon hij ook zijn schrijverstalent verder ontwikkelen.
Na een desastreus afgelopen liefdesaffaire trok hij zich een aantal maanden terug in Bretagne. Zijn verblijf daar was een keerpunt in zijn leven, want na zijn terugkeer in Parijs ging hij eindelijk onder zijn eigen naam publiceren en begon zijn niet aflatende strijd in dienst van ethische en esthetische waarden. Mirbeau debuteerde met een autobiografische roman Le Calvaire (1886). Het grootste succes behaalde hij met Le Jardin des supplices (De Tuin der Folteringen) en de satirische roman Le Journal d'une femme de chambre (Het Dagboek van een kamermeisje) (1900). Ook zijn theaterkomedie Les affaires sont les affaires (Zaken zijn Zaken) (1903) kreeg wereldwijde belangstelling.

## Kunst- en maatschappijcriticus
Terug in Parijs werd Mirbeau door zijn scherpe en van diep inzicht getuigende artikelen een gevierd en gevreesd kunst- en literatuurcriticus. Hij was nauw bevriend met Claude Monet en Auguste Rodin, hij was een van de eersten die het genie van Vincent van Gogh onderkenden en hij nam het op voor kunstenaars als Paul Cézanne en Félix Vallotton. Ook had hij een goed oog voor nieuw talent: hij was de ontdekker van bijvoorbeeld Utrillo en Maeterlinck.
Zijn politiek engagement bleek met name tijdens de Dreyfusaffaire. Hij was een vurig pleitbezorger van Dreyfus en betaalde bijvoorbeeld uit eigen zak de hoge boete waartoe Émile Zola werd veroordeeld na het publiceren van J'accuse.

## Een vernieuwend schrijver
Ook in zijn autobiografische romans – Le Calvaire (1886), L'Abbé Jules (1888) en Sébastien Roch (1890) — komt zijn maatschappelijk engagement naar voren. Uitgaande van zijn eigen ervaringen schetste hij daarin een zeer kritisch beeld van de samenleving van zijn tijd. De stijl van deze romans is impressionistisch, in combinatie met invloeden van bijvoorbeeld Fjodor Dostojevski.

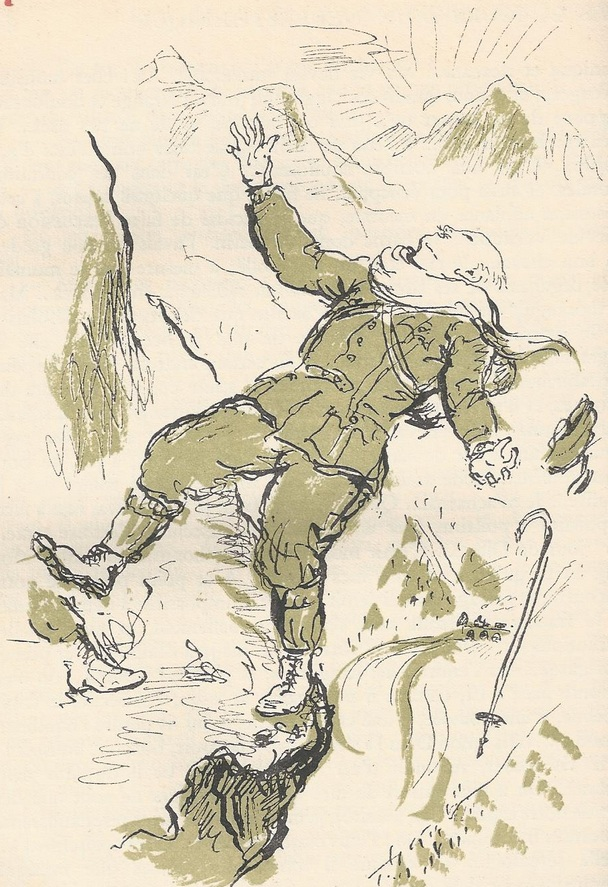
Jean Launois, Les 21 jours d'un neurasthénique, 1935

In zijn latere werk week hij steeds verder af van de realistische traditie en de vaste regels van de 19e-eeuwse roman: hij maakte gebruik van collagetechnieken, bekommerde zich niet om waarschijnlijkheid en geloofwaardigheid, en liet het idee van een gestructureerde intrige volkomen los. In zijn laatste romans — La 628-E8 uit 1907 en Dingo uit 1913 — ging hij zelfs zo ver dat hij respectievelijk zijn auto en zijn hond tot hoofdpersoon maakte.
Ook als theaterschrijver was Mirbeau een vernieuwer. Hij schreef een proletarische tragedie, Les mauvais bergers (1897) waarin een staking bloedig wordt neergeslagen, twee karakter- en zedenschetsen, Les affaires sont les affaires (Zaken zijn Zaken) (1903) en Le Foyer (1908), en zes eenakters die door hun moderne, subversieve stijl voorlopers zijn van het absurdistische toneel: Farces et moralités (1904).

## Citaat
- Hoe is het mogelijk dat men ook maar ergens nog iemand vinden kan die dom en irrationeel genoeg is, of blind genoeg voor wat zonneklaar is en doof genoeg voor wat er wordt rondgebazuind, om rood, wit of blauw te gaan stemmen, zonder daartoe verplicht te worden, zonder er voor betaald te worden en zonder dronken te zijn gevoerd?

## Werken

### Romans
- Le Calvaire (1886).
- L'Abbé Jules (1888) (Pater Julius).
- Sébastien Roch (1890).
- Dans le ciel (1893-1989).
- Le Jardin des supplices (1899) (De Tuin der Folteringen, 1967).
- Le Journal d'une femme de chambre (1900) (Het Dagboek van een kamermeisje, 1900, 1907).
- Les 21 jours d'un neurasthénique (1901) (De badkuur van een zenuwlijder, 1974).
- La 628-E8 (1907) (Schetsen van een reis, 1990).

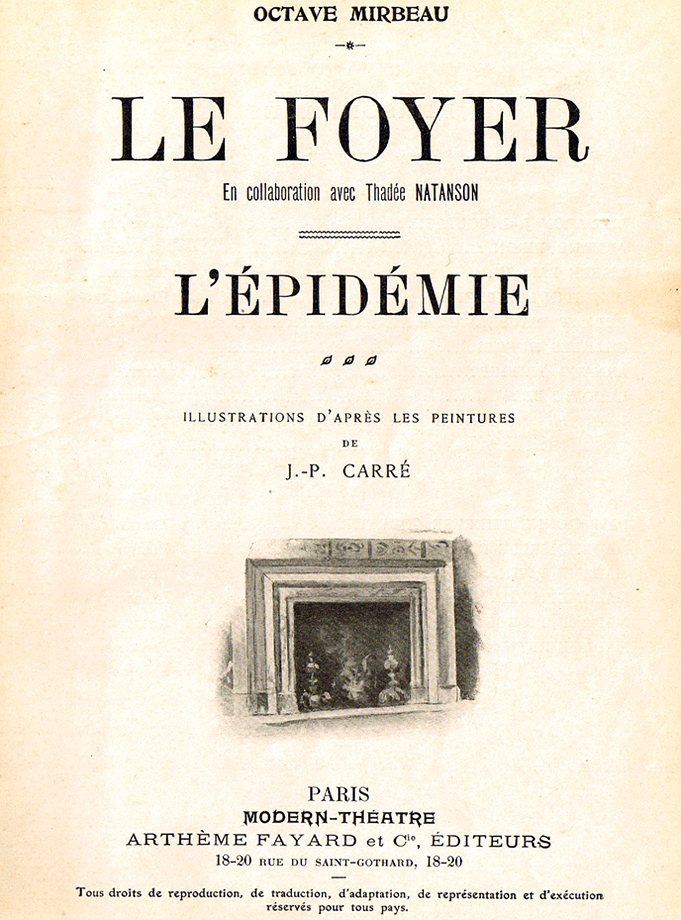
Le Foyer (1908)

- Dingo (1913).
- Un gentilhomme (1919).
- Œuvre romanesque (2000-2001).

### Korte verhalen
- Les Mémoires de mon ami (1920) (Herinneringen aan mijn vriend, 2003).
- Contes cruels (1990) ('De gekkin', 'De bottenzetter', 'De muur', 'De bonte koe', Uitgeverij Iris, Anarchistische teksten, nr 18, 2012).
- Contes drôles (1995).
- Mémoire pour un avocat (2012) ('Verslag voor een advocaat').

### Toneel
- Les mauvais bergers (1897) ('De slechte herders').
- Les affaires sont les affaires (1903) (Zaken zijn Zaken).
- Farces et moralités (1904).
- Le Foyer (1908) ('De huiselijke haard').

### Non-fictie
- La Grève des électeurs (1888) (De Kiezersstaking, Uitgeverij Iris, « Anarchistische Teksten », 2010).
- L'Affaire Dreyfus (1991).
- Lettres de l'Inde (1991).
- Combats esthétiques (1993).
- L'Amour de la femme vénale (1994).
- Correspondance générale (I, 2003 ; II, 2005 ; III, 2009).
- Combats littéraires (2006).

## Literatuur

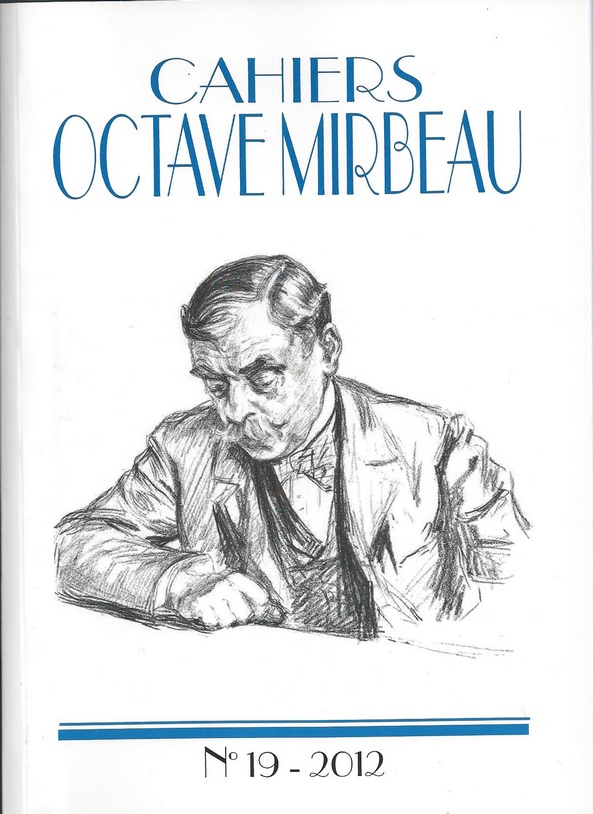